# ケーオー商事
ケーオー商事株式会社（ケーオーしょうじ）は愛媛県今治市でOA機器・システム機器・オフィス家具・文具・消耗品等の販売から、ネットワーク構築まで、オフィスに関わる商品・サービスを幅広く取り扱う商社。
名前の由来は代表取締役会長の氏名、越智健司のイニシャルから。

## 沿革
- 1974年 - 有限会社タナカ設立
- 1984年 - ケーオー商事株式会社に社名変更
- 1988年 - 現在地に本社ビル建設
- 1992年 - 資本金を2,150万円に増資
- 2009年 - 片山昭が代表取締役社長に就任

## 取扱商品
- OA機器
- システム機器
- オフィス家具
- 文具・消耗品

## 取扱メーカー

### OA機器
- リコー

### システム機器
- 日本ヒューレットパッカード

### オフィス家具
- イトーキ

### 文具・消耗品
- コクヨ

## 主要取引先
- 愛媛県
- 今治市
- 日本食研
- 四国電力
- 四国ガス
- 檜垣造船
- 浅川造船
- 日本地下石油備蓄
- コンテックス（旧社名は近藤繊維工業）